# Saison 2005-2006 de la LNH
Saison précédente Saison suivante
La saison 2005-2006 est la 88e saison de la Ligue nationale de hockey. Chaque équipe a joué 82 parties.

## Saison régulière
Cette saison, les matchs nuls disparaissent et font place à une séance de tirs de fusillade si aucun but n'est marqué lors de la prolongation.
De nombreux numéros sont retirés. En novembre, le numéro 12 de Dickie Moore et d'Yvan Cournoyer est retiré par les Canadiens de Montréal, les Oilers d'Edmonton retirent le numéro 7 de Paul Coffey et les Sabres de Buffalo retirent le numéro 18 de Danny Gare. En janvier, les Rangers de New York retirent le numéro 11 de Mark Messier et les Hurricanes de la Caroline retirent le numéro 10 de Ron Francis. Le 3 février, les Devils du New Jersey retirent le numéro 4 de Scott Stevens. En mars, les Sabres de Buffalo retirent le numéro 16 de Pat Lafontaine, les Canadiens de Montréal retirent le numéro 5 de Bernard Geoffrion et les Devils du New Jersey retirent le numéro 3 de Ken Daneyko. Enfin, le 4 avril, les Blues de Saint-Louis retirent le numéro 2 de Al MacInnis.

### Classements finaux
- * Les franchises championnes de division sont classées aux trois premières places de chaque association ; les équipes classées aux huit premières places de chaque division sont qualifiées pour les séries éliminatoires et sont indiquées dans des lignes de couleur.

| Clt   | Équipe                    | Division   | PJ | V  | D  | DP | BP  | BC  | Pts |
| ----- | ------------------------- | ---------- | -- | -- | -- | -- | --- | --- | --- |
| +001, | Sénateurs d'Ottawa        | Nord-Est   | 82 | 52 | 21 | 9  | 314 | 211 | 113 |
| +002, | Hurricanes de la Caroline | Sud-Est    | 82 | 52 | 22 | 8  | 294 | 260 | 112 |
| +003, | Devils du New Jersey      | Atlantique | 82 | 46 | 27 | 9  | 242 | 229 | 101 |
| +004, | Sabres de Buffalo         | Nord-Est   | 82 | 52 | 24 | 6  | 281 | 239 | 110 |
| +005, | Flyers de Philadelphie    | Atlantique | 82 | 45 | 26 | 11 | 267 | 259 | 101 |
| +006, | Rangers de New York       | Atlantique | 82 | 44 | 26 | 12 | 257 | 215 | 100 |
| +007, | Canadiens de Montréal     | Nord-Est   | 82 | 42 | 31 | 9  | 243 | 247 | 93  |
| +008, | Lightning de Tampa Bay    | Sud-Est    | 82 | 43 | 33 | 6  | 252 | 260 | 92  |
| +009, | Maple Leafs de Toronto    | Nord-Est   | 82 | 41 | 33 | 8  | 257 | 270 | 90  |
| +010, | Thrashers d'Atlanta       | Sud-Est    | 82 | 41 | 33 | 8  | 281 | 275 | 91  |
| +011, | Panthers de la Floride    | Sud-Est    | 82 | 37 | 34 | 11 | 240 | 257 | 85  |
| +012, | Islanders de New York     | Atlantique | 82 | 36 | 40 | 6  | 230 | 278 | 78  |
| +013, | Bruins de Boston          | Nord-Est   | 82 | 29 | 37 | 16 | 230 | 266 | 74  |
| +014, | Capitals de Washington    | Sud-Est    | 82 | 29 | 41 | 12 | 237 | 306 | 70  |
| +015, | Penguins de Pittsburgh    | Atlantique | 82 | 22 | 46 | 14 | 244 | 316 | 58  |

| Clt   | Équipe                   | Division   | PJ | V  | D  | DP | BP  | BC  | Pts |
| ----- | ------------------------ | ---------- | -- | -- | -- | -- | --- | --- | --- |
| +001, | Red Wings de Détroit     | Centrale   | 82 | 58 | 16 | 8  | 305 | 209 | 124 |
| +002, | Stars de Dallas          | Pacifique  | 82 | 53 | 22 | 7  | 265 | 218 | 113 |
| +003, | Flames de Calgary        | Nord-Ouest | 82 | 46 | 25 | 11 | 218 | 200 | 103 |
| +004, | Predators de Nashville   | Centrale   | 82 | 49 | 25 | 8  | 259 | 227 | 106 |
| +005, | Sharks de San José       | Pacifique  | 82 | 44 | 27 | 11 | 266 | 242 | 99  |
| +006, | Mighty Ducks d'Anaheim   | Pacifique  | 82 | 43 | 27 | 12 | 254 | 229 | 98  |
| +007, | Avalanche du Colorado    | Nord-Ouest | 82 | 43 | 30 | 9  | 283 | 257 | 95  |
| +008, | Oilers d'Edmonton        | Nord-Ouest | 82 | 41 | 28 | 13 | 256 | 251 | 95  |
| +009, | Canucks de Vancouver     | Nord-Ouest | 82 | 42 | 32 | 8  | 256 | 255 | 92  |
| +010, | Kings de Los Angeles     | Pacifique  | 82 | 42 | 35 | 5  | 249 | 270 | 89  |
| +011, | Wild du Minnesota        | Nord-Ouest | 82 | 38 | 36 | 8  | 231 | 215 | 84  |
| +012, | Coyotes de Phoenix       | Pacifique  | 82 | 38 | 39 | 5  | 246 | 271 | 81  |
| +013, | Blue Jackets de Columbus | Centrale   | 82 | 35 | 43 | 4  | 223 | 279 | 74  |
| +014, | Blackhawks de Chicago    | Centrale   | 82 | 26 | 43 | 13 | 211 | 285 | 65  |
| +015, | Blues de Saint-Louis     | Centrale   | 82 | 21 | 46 | 15 | 197 | 292 | 57  |

- Champion de la saison régulière
- Champion de division
- Qualifié pour les séries éliminatoires

### Meilleurs pointeurs
| Joueur               | Équipe              | PJ | B  | A  | Pts |
| -------------------- | ------------------- | -- | -- | -- | --- |
| Joe Thornton         | Boston et San José  | 81 | 29 | 96 | 125 |
| Jaromír Jágr         | Rangers de New York | 82 | 54 | 69 | 123 |
| Aleksandr Ovetchkine | Washington          | 81 | 52 | 54 | 106 |
| Dany Heatley         | Ottawa              | 82 | 50 | 53 | 103 |
| Daniel Alfredsson    | Ottawa              | 77 | 43 | 60 | 103 |
| Sidney Crosby        | Pittsburgh          | 81 | 39 | 63 | 102 |
| Eric Staal           | Caroline            | 82 | 45 | 55 | 100 |
| Ilia Kovaltchouk     | Atlanta             | 78 | 52 | 46 | 98  |
| Marc Savard          | Atlanta             | 82 | 28 | 69 | 97  |
| Jonathan Cheechoo    | San José            | 82 | 56 | 37 | 93  |
| Marián Hossa         | Atlanta             | 80 | 39 | 53 | 92  |

## Série éliminatoire de la Coupe Stanley

### Tableau
|  | Quarts de finale d'association | Quarts de finale d'association | Quarts de finale d'association |   |                           | Demi-finales d'association | Demi-finales d'association | Demi-finales d'association |  |   | Finales d'association     | Finales d'association | Finales d'association |  |   | Finale de la Coupe Stanley | Finale de la Coupe Stanley | Finale de la Coupe Stanley |
|  |                                |                                |                                |   |                           |                            |                            |                            |  |   |                           |                       |                       |  |   |                            |                            |                            |
|  | 1                              | Sénateurs d'Ottawa             | 4                              |   |                           |                            |                            |                            |  |   |                           |                       |                       |  |   |                            |                            |                            |
|  | 8                              | Lightning de Tampa Bay         | 1                              |   |                           |                            |                            |                            |  |   |                           |                       |                       |  |   |                            |                            |                            |
|  | 8                              | Lightning de Tampa Bay         | 1                              |   | 1                         | Sénateurs d'Ottawa         | 1                          |                            |  |   |                           |                       |                       |  |   |                            |                            |                            |
|  |                                |                                |                                |   | 1                         | Sénateurs d'Ottawa         | 1                          |                            |  |   |                           |                       |                       |  |   |                            |                            |                            |
|  |                                | 4                              | Sabres de Buffalo              | 4 |                           |                            |                            |                            |  |   |                           |                       |                       |  |   |                            |                            |                            |
|  | 2                              | 4                              | Sabres de Buffalo              | 4 | Hurricanes de la Caroline | 4                          |                            |                            |  |   |                           |                       |                       |  |   |                            |                            |                            |
|  | 2                              |                                |                                |   | Hurricanes de la Caroline | 4                          |                            |                            |  |   |                           |                       |                       |  |   |                            |                            |                            |
|  | 7                              | Canadiens de Montréal          | 2                              |   |                           |                            |                            |                            |  |   |                           |                       |                       |  |   |                            |                            |                            |
|  | 7                              | Canadiens de Montréal          | 2                              |   |                           |                            |                            |                            |  | 2 | Hurricanes de la Caroline | 4                     |                       |  |   |                            |                            |                            |
|  | Association de l'Est           |                                |                                |   |                           |                            |                            |                            |  | 2 | Hurricanes de la Caroline | 4                     |                       |  |   |                            |                            |                            |
|  |                                | 4                              | Sabres de Buffalo              | 3 |                           |                            |                            |                            |  |   |                           |                       |                       |  |   |                            |                            |                            |
|  | 3                              | 4                              | Sabres de Buffalo              | 3 | Devils du New Jersey      | 4                          |                            |                            |  |   |                           |                       |                       |  |   |                            |                            |                            |
|  | 3                              |                                |                                |   | Devils du New Jersey      | 4                          |                            |                            |  |   |                           |                       |                       |  |   |                            |                            |                            |
|  | 6                              | Rangers de New York            | 0                              |   |                           |                            |                            |                            |  |   |                           |                       |                       |  |   |                            |                            |                            |
|  | 6                              | Rangers de New York            | 0                              |   | 2                         | Hurricanes de la Caroline  | 4                          |                            |  |   |                           |                       |                       |  |   |                            |                            |                            |
|  |                                |                                |                                |   | 2                         | Hurricanes de la Caroline  | 4                          |                            |  |   |                           |                       |                       |  |   |                            |                            |                            |
|  |                                | 3                              | Devils du New Jersey           | 1 |                           |                            |                            |                            |  |   |                           |                       |                       |  |   |                            |                            |                            |
|  | 4                              | 3                              | Devils du New Jersey           | 1 | Sabres de Buffalo         | 4                          |                            |                            |  |   |                           |                       |                       |  |   |                            |                            |                            |
|  | 4                              |                                |                                |   | Sabres de Buffalo         | 4                          |                            |                            |  |   |                           |                       |                       |  |   |                            |                            |                            |
|  | 5                              | Flyers de Philadelphie         | 2                              |   |                           |                            |                            |                            |  |   |                           |                       |                       |  |   |                            |                            |                            |
|  | 5                              | Flyers de Philadelphie         | 2                              |   |                           |                            |                            |                            |  |   |                           |                       |                       |  | 2 | Hurricanes de la Caroline  | 4                          |                            |
|  |                                |                                |                                |   |                           |                            |                            |                            |  |   |                           |                       |                       |  | 2 | Hurricanes de la Caroline  | 4                          |                            |
|  |                                | 8                              | Oilers d'Edmonton              | 3 |                           |                            |                            |                            |  |   |                           |                       |                       |  |   |                            |                            |                            |
|  | 1                              | 8                              | Oilers d'Edmonton              | 3 | Red Wings de Détroit      | 2                          |                            |                            |  |   |                           |                       |                       |  |   |                            |                            |                            |
|  | 1                              |                                |                                |   | Red Wings de Détroit      | 2                          |                            |                            |  |   |                           |                       |                       |  |   |                            |                            |                            |
|  | 8                              | Oilers d'Edmonton              | 4                              |   |                           |                            |                            |                            |  |   |                           |                       |                       |  |   |                            |                            |                            |
|  | 8                              | Oilers d'Edmonton              | 4                              |   | 5                         | Sharks de San José         | 2                          |                            |  |   |                           |                       |                       |  |   |                            |                            |                            |
|  |                                |                                |                                |   | 5                         | Sharks de San José         | 2                          |                            |  |   |                           |                       |                       |  |   |                            |                            |                            |
|  |                                | 8                              | Oilers d'Edmonton              | 4 |                           |                            |                            |                            |  |   |                           |                       |                       |  |   |                            |                            |                            |
|  | 2                              | 8                              | Oilers d'Edmonton              | 4 | Stars de Dallas           | 1                          |                            |                            |  |   |                           |                       |                       |  |   |                            |                            |                            |
|  | 2                              |                                |                                |   | Stars de Dallas           | 1                          |                            |                            |  |   |                           |                       |                       |  |   |                            |                            |                            |
|  | 7                              | Avalanche du Colorado          | 4                              |   |                           |                            |                            |                            |  |   |                           |                       |                       |  |   |                            |                            |                            |
|  | 7                              | Avalanche du Colorado          | 4                              |   |                           |                            |                            |                            |  | 8 | Oilers d'Edmonton         | 4                     |                       |  |   |                            |                            |                            |
|  | Association de l'Ouest         |                                |                                |   |                           |                            |                            |                            |  | 8 | Oilers d'Edmonton         | 4                     |                       |  |   |                            |                            |                            |
|  |                                | 6                              | Mighty Ducks d'Anaheim         | 1 |                           |                            |                            |                            |  |   |                           |                       |                       |  |   |                            |                            |                            |
|  | 3                              | 6                              | Mighty Ducks d'Anaheim         | 1 | Flames de Calgary         | 3                          |                            |                            |  |   |                           |                       |                       |  |   |                            |                            |                            |
|  | 3                              |                                |                                |   | Flames de Calgary         | 3                          |                            |                            |  |   |                           |                       |                       |  |   |                            |                            |                            |
|  | 6                              | Mighty Ducks d'Anaheim         | 4                              |   |                           |                            |                            |                            |  |   |                           |                       |                       |  |   |                            |                            |                            |
|  | 6                              | Mighty Ducks d'Anaheim         | 4                              |   | 6                         | Mighty Ducks d'Anaheim     | 4                          |                            |  |   |                           |                       |                       |  |   |                            |                            |                            |
|  |                                |                                |                                |   | 6                         | Mighty Ducks d'Anaheim     | 4                          |                            |  |   |                           |                       |                       |  |   |                            |                            |                            |
|  |                                | 7                              | Avalanche du Colorado          | 0 |                           |                            |                            |                            |  |   |                           |                       |                       |  |   |                            |                            |                            |
|  | 4                              | 7                              | Avalanche du Colorado          | 0 | Predators de Nashville    | 1                          |                            |                            |  |   |                           |                       |                       |  |   |                            |                            |                            |
|  | 4                              |                                |                                |   | Predators de Nashville    | 1                          |                            |                            |  |   |                           |                       |                       |  |   |                            |                            |                            |
|  | 5                              | Sharks de San José             | 4                              |   |                           |                            |                            |                            |  |   |                           |                       |                       |  |   |                            |                            |                            |

### Finale de la Coupe Stanley
La finale de la Coupe Stanley 2006 oppose les Hurricanes de la Caroline, deuxièmes de l'association de l'Est, aux Oilers d'Edmonton, huitièmes et derniers qualifiés de l'association de l'Ouest. Les Hurricanes remportent la finale et la Coupe Stanley sur le score de 4 matchs à 3. Le gardien de but Cam Ward des Hurricanes est élu meilleur joueur des séries et remporte le trophée Conn-Smythe.
- 5 juin : Caroline 5-4 Edmonton
- 7 juin : Caroline 5-0 Edmonton
- 10 juin : Edmonton 2-1 Caroline
- 12 juin : Edmonton 1-2 Caroline
- 14 juin : Caroline 3-4 Edmonton (en prolongation)
- 17 juin : Edmonton 4-0 Caroline
- 19 juin : Caroline 3-1 Edmonton

## Récompenses

### Trophées
| Trophée                      | Vainqueur                                                              | Équipe                                                                 |
| ---------------------------- | ---------------------------------------------------------------------- | ---------------------------------------------------------------------- |
| Trophée Calder               | Aleksandr Ovetchkine                                                   | Capitals de Washington                                                 |
| Trophée Lester-B.-Pearson    | Jaromír Jágr                                                           | Rangers de New York                                                    |
| Trophée Art-Ross             | Joe Thornton                                                           | Sharks de San José                                                     |
| Trophée Hart                 | Joe Thornton                                                           | Sharks de San José                                                     |
| Trophée Conn-Smythe          | Cam Ward                                                               | Hurricanes de la Caroline                                              |
| Trophée Bill-Masterton       | Teemu Selänne                                                          | Mighty Ducks d'Anaheim                                                 |
| Trophée Frank-J.-Selke       | Rod Brind'Amour                                                        | Hurricanes de la Caroline                                              |
| Trophée Jack-Adams           | Lindy Ruff                                                             | Sabres de Buffalo                                                      |
| Trophée James-Norris         | Nicklas Lidström                                                       | Red Wings de Détroit                                                   |
| Trophée King-Clancy          | Olaf Kölzig                                                            | Capitals de Washington                                                 |
| Trophée Lady Byng            | Pavel Datsiouk                                                         | Red Wings de Détroit                                                   |
| Trophée Lester-Patrick       | Red Berenson, Marcel Dionne, Reed Larson, Glen Sonmor et Steve Yzerman | Red Berenson, Marcel Dionne, Reed Larson, Glen Sonmor et Steve Yzerman |
| Trophée Maurice-Richard      | Jonathan Cheechoo                                                      | Sharks de San José                                                     |
| Trophée Vézina               | Miikka Kiprusoff                                                       | Flames de Calgary                                                      |
| Trophée William-M.-Jennings  | Miikka Kiprusoff                                                       | Flames de Calgary                                                      |
| Trophée Roger-Crozier        | Cristobal Huet                                                         | Canadiens de Montréal                                                  |
| Trophée plus-moins de la LNH | Wade Redden Michal Rozsíval                                            | Sénateurs d'Ottawa Rangers de New York                                 |

| Trophée                      | Équipe                    |
| ---------------------------- | ------------------------- |
| Trophée Clarence-S.-Campbell | Oilers d'Edmonton         |
| Trophée Prince de Galles     | Hurricanes de la Caroline |
| Trophée des présidents       | Red Wings de Détroit      |
| Coupe Stanley                | Hurricanes de la Caroline |

### Équipes d'étoiles

#### Première et deuxième équipe
| Position       | Première équipe      | Première équipe        | Deuxième équipe   | Deuxième équipe           |
| Position       | Joueur               | Équipe                 | Joueur            | Équipe                    |
| -------------- | -------------------- | ---------------------- | ----------------- | ------------------------- |
| Gardien de but | Miikka Kiprusoff     | Flames de Calgary      | Martin Brodeur    | Devils du New Jersey      |
| Défenseur      | Nicklas Lidström     | Red Wings de Détroit   | Zdeno Chára       | Sénateurs d'Ottawa        |
| Défenseur      | Scott Niedermayer    | Mighty Ducks d'Anaheim | Sergueï Zoubov    | Stars de Dallas           |
| Ailier gauche  | Aleksandr Ovetchkine | Capitals de Washington | Dany Heatley      | Sénateurs d'Ottawa        |
| Centre         | Joe Thornton         | Sharks de San José     | Eric Staal        | Hurricanes de la Caroline |
| Ailier droit   | Jaromír Jágr         | Rangers de New York    | Daniel Alfredsson | Sénateurs d'Ottawa        |

#### Équipe des recrues
| Position       | Joueur               | Équipe                 |
| -------------- | -------------------- | ---------------------- |
| Gardien de but | Henrik Lundqvist     | Rangers de New York    |
| Défenseur      | Andrej Meszároš      | Sénateurs d'Ottawa     |
| Défenseur      | Dion Phaneuf         | Flames de Calgary      |
| Attaquant      | Brad Boyes           | Bruins de Boston       |
| Attaquant      | Sidney Crosby        | Penguins de Pittsburgh |
| Attaquant      | Aleksandr Ovetchkine | Capitals de Washington |